# Maria Magdalena kyrkas tornur

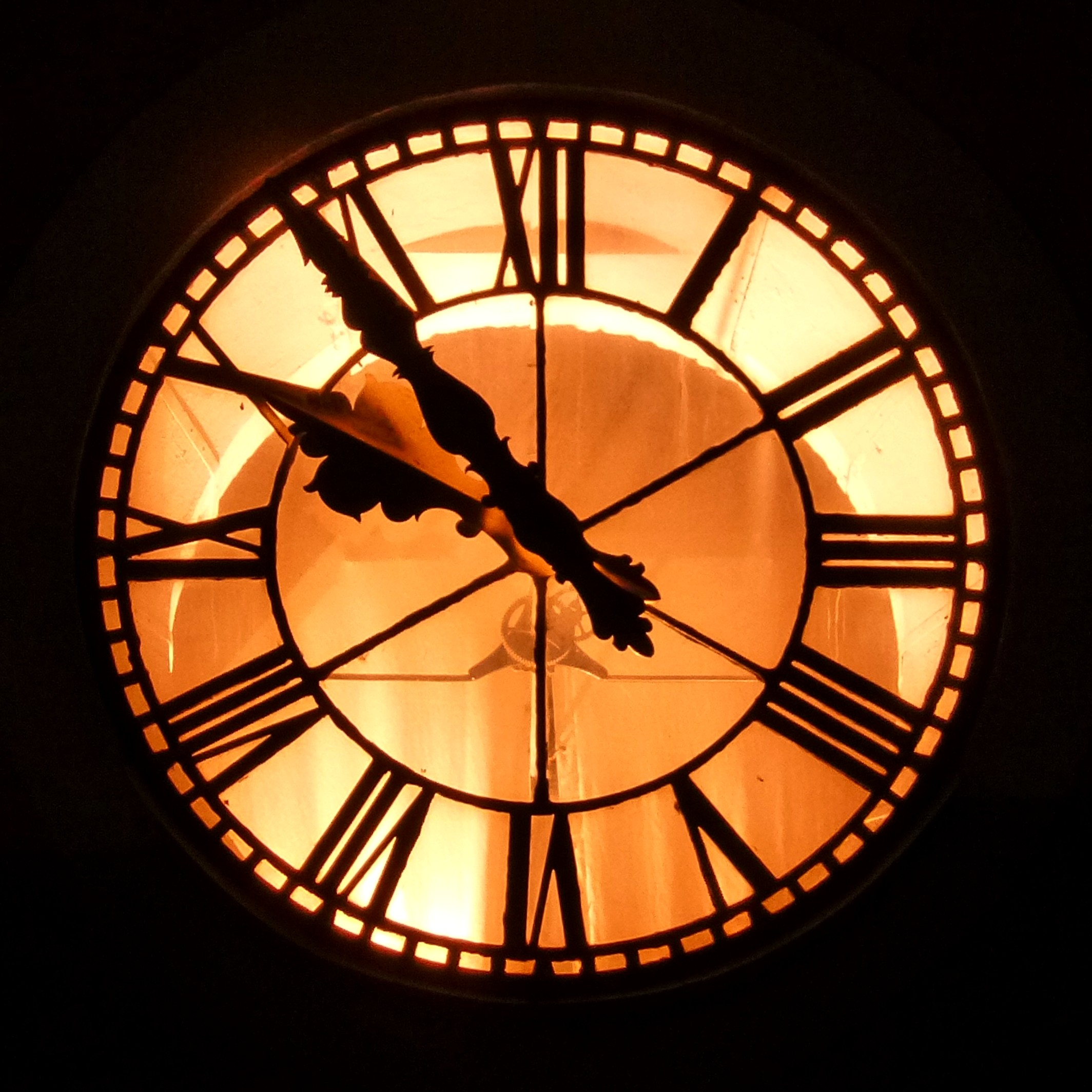
Tornuret nattetid, 2012.

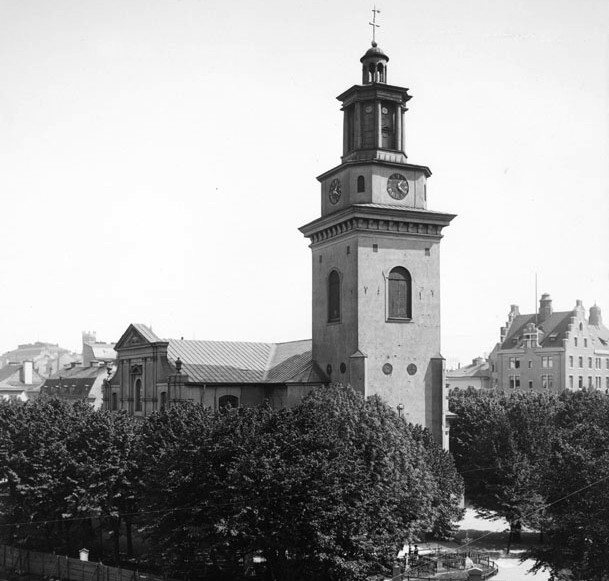
Kyrkan och tornuret ca 1900.

Maria Magdalena kyrkas tornur finns i Maria Magdalena kyrka på Södermalm i Stockholm. Kyrkan har haft ett flertal olika ur och urverk genom tiden. Ett av dem konstruerades av Christopher Polhem och återfinns numera på Tekniska Museet i Stockholm.

## Historik
Redan på Johan Sasses och Willem Swiddes kopparstick från 1650-talet respektive 1690-talet syns ett tornur. Det är dock okänt hur dessa fungerade och det är trolig att de förstördes vid den stora Mariabranden 1759. Efter branden 1759 uppfördes en provisorisk tornhuv, vilken inte ersattes förrän 1824 med den nuvarande. Under den tidsperioden fanns inget tornur.
Nuvarande urverk drivs elektriskt och installerades i mitten av 1970-talet av törebodaföretaget Westerstrand & Söner. Kyrkans äldre urverk är bortkopplat men står kvar. Det levererades 1910 av den renommerade Linderoths urfabrik i samband med en fasadrenovering av kyrkan. Uret hade tillverkats i firmans tornursverkstad vid Drottninggatan 28.
Innan dess drevs tornuret i Maria Magdalena kyrka av ett verk från Stjärnsunds manufakturverk i Stjärnsund. Redan då visades tiden på fyra urtavlor på kyrktornet. Till en början fanns bara timvisaren, men i slutet av 1800-talet tillkom även minutvisare. Uret drevs av ett gångverk, där haken var kopplad till en pendel och gånghjulet drogs runt av ett lod (en tyngd). Med haken reglerades gånghjulet så att det gick ett steg i taget. Kyrkans gamla Stjärnsundsverk återfinns numera i Polhemsrummet på Tekniska Museet i Stockholm.
För att alla fyra ur (ett i varje väderstreck) skall gå synkront styrs samtliga genom drivaxlar och en visarväxel av ett och samma urverk. Det innebär även att samtliga fyra ur visar fel eller stannar om verket skulle krångla. Urverket finns i ett litet rum högst upp i tornet ovanför kyrkklockorna och strax under tornhuven. Urtavlorna är utformade som stora runda fönster med klarglas och belyses nattetid inifrån. Tidigare var de tillverkade av svartmålad plåt. Siffrorna och visarna är förgyllda.
Många kyrkor runtom i Sverige har respektive hade ett tornur från Linderoths, exempelvis Storkyrkan, Maria Magdalena kyrka och Sofia kyrka, samtliga i Stockholm, Skara domkyrka, Göteborgs domkyrka, Uppsala domkyrka samt Kristina kyrka i Sala. Linderoths första tornur beställdes 1853 av Oscar II till Tullgarns slott. Under 1920 och 1930-talen minskade uppdragen av tornur kraftigt och tornursverkstaden lades ner 1942.

## Bildgalleri

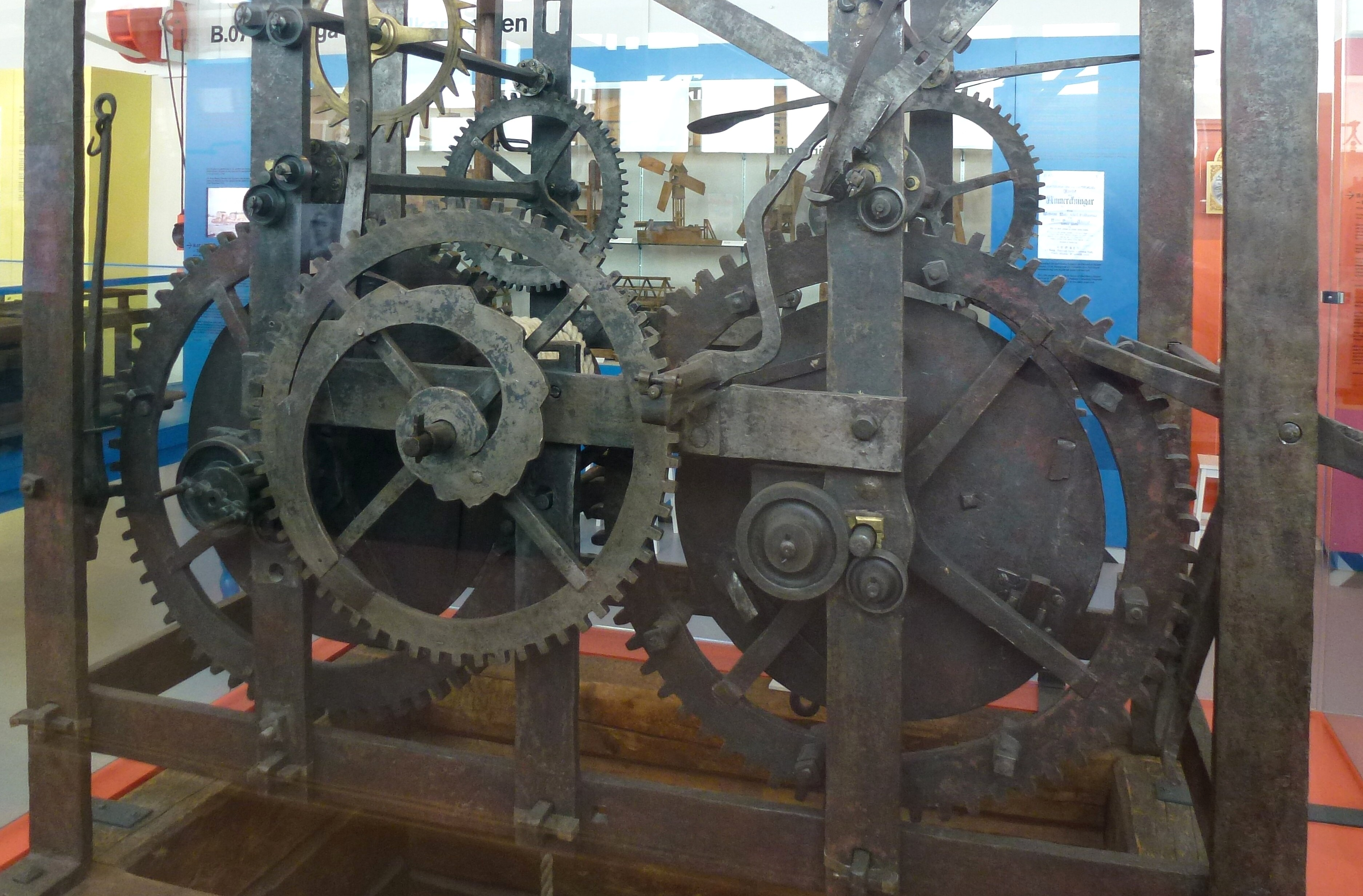
Polhems urverk
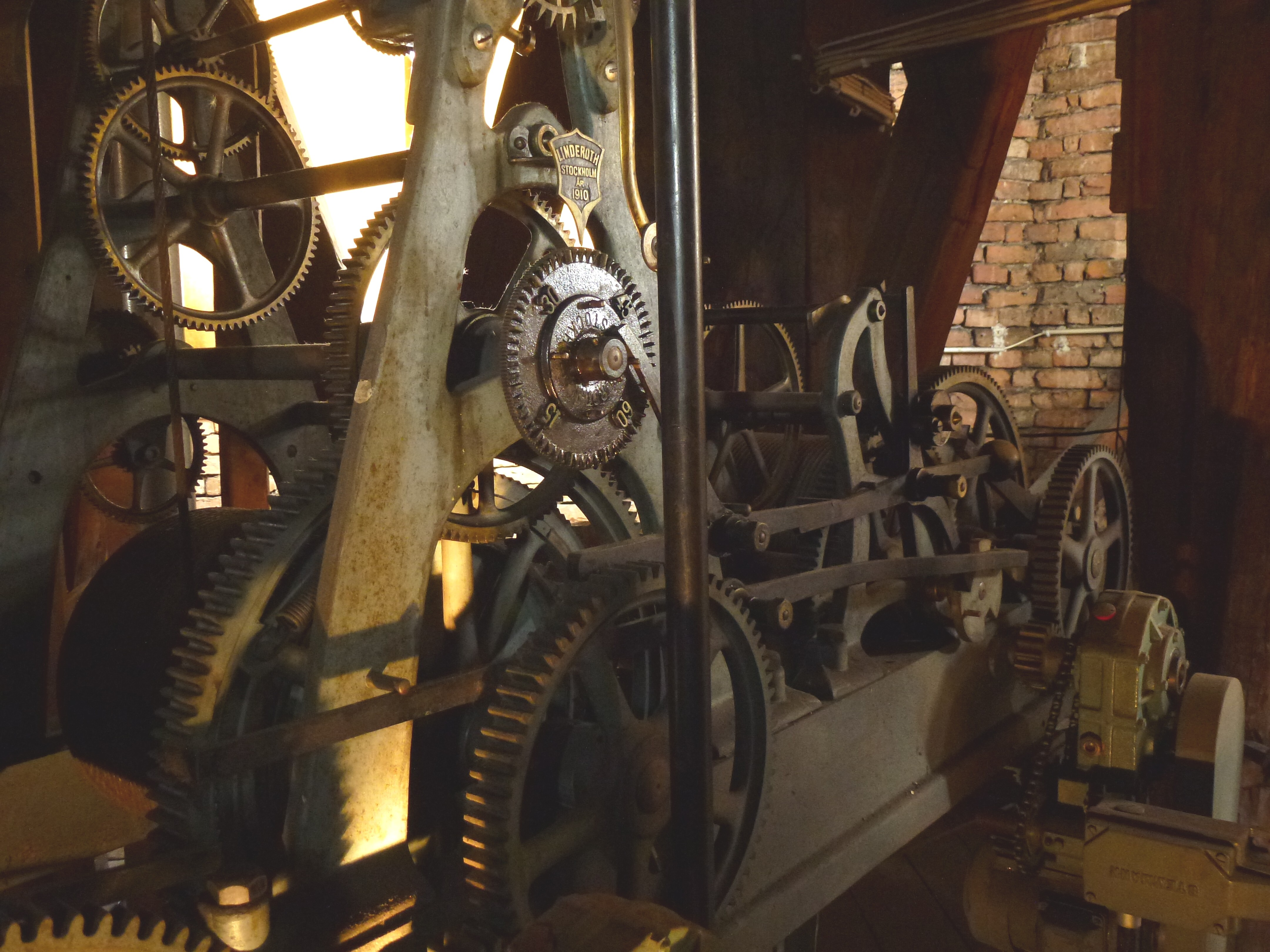
Linderoths urverk
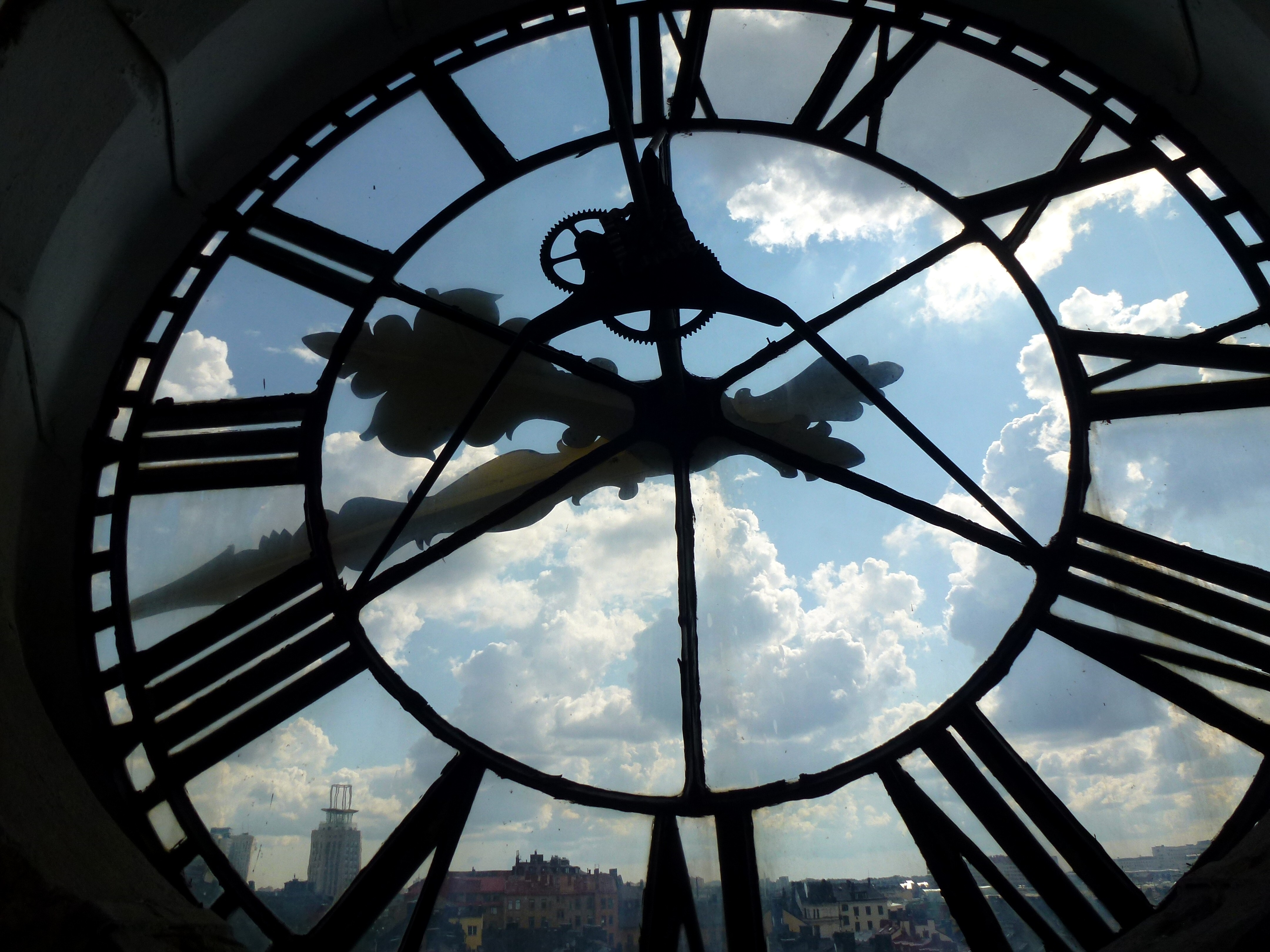
Urtavlan inifrån
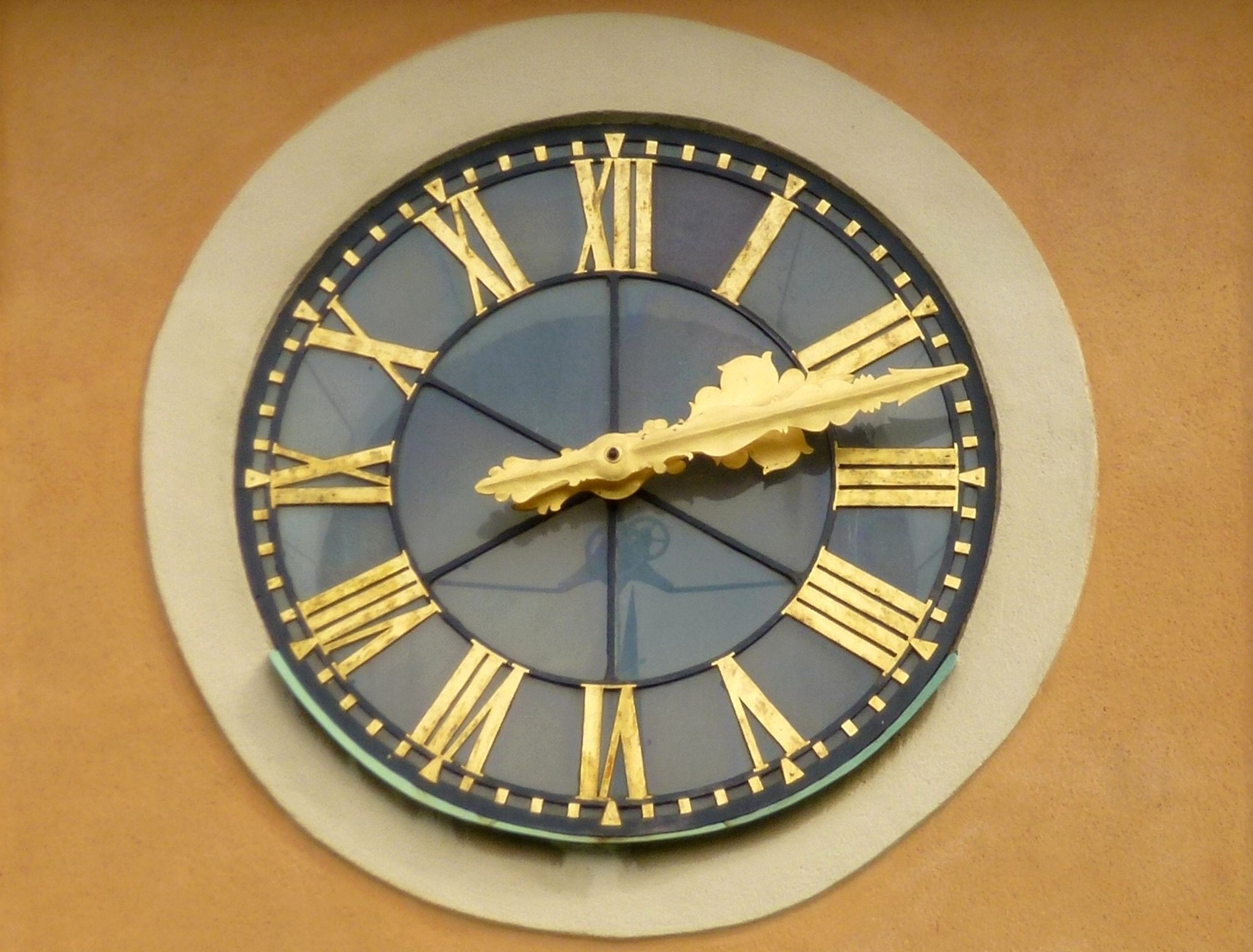
Urtavlan utifrån